# Sophie Oluwole
Sophie Oluwole (Ibará-Oquê, Ondo, 1935 - Ibafô, Ogum, 23 de dezembro de 2018), nascida Abosede Oluwole, foi uma filósofa nigeriana.

## Vida e obra
Era a oitava filha de um casal de comerciantes do povo Edo. Na escola, aos 8 anos de idade, foi batizada pelo diretor, que lhe deu o nome de Sofia. Mais tarde, mudou-o para Sophie. Mudou-se em 1951 para Ilê-Ifé, onde estudou na escola moderna das meninas anglicanas. Formou-se pela Faculdade de Treinamento para Mulheres em Ilexá, em 1954. Recebeu uma bolsa de estudos em Moscou, em 1963. Morou também na Alemanha e nos Estados Unidos antes de voltar para a Nigéria, em 1967. Estudou Filosofia na Universidade de Lagos. Fez o mestrado também na Unilag e o doutorado na Universidade de Ibadã. Foi a primeira mulher doutora em Filosofia na história da Nigéria.
Pesquisou a tradição oral do ifá, comum as povos iorubá, ibo e eué. Para ela, o Ifá conta com uma base filosófica, e Orumilá é comparável a Sócrates, pai da filosofia ocidental, que também não deixou obras escritas.
Sophie defendia, assim, a importância do pensamento filosófico africano e a necessidade de reconhecimento e valorização da tradição filosófica africana. Ela argumentava que a filosofia africana era rica e complexa, mas muitas vezes ignorada ou subestimada devido ao eurocentrismo predominante na academia ocidental. Oluwole também enfatizava a importância da oralidade na transmissão do conhecimento filosófico africano, destacando a necessidade de abordagens interdisciplinares e inclusivas na filosofia. Ela foi uma defensora do diálogo entre diferentes tradições filosóficas e uma voz importante na luta pela descolonização do pensamento filosófico.

## Principais obras
- 1992 - Witchcraft, Reincarnation and the God-Head (Issues in African Philosophy);
- 1997 - Philosophy and Oral Tradition;
- 2014 - Socrates and Ọ̀rúnmìlà: Two Patron Saints of Classical Philosophy;
- 2014 - African Myths and Legends of Gender.